# Móng rồng (thực vật)
Hoa móng rồng hay dây công chúa (danh pháp: Artabotrys hexapetalus) là loài thực vật có hoa thuộc họ Na. Loài này được (L.f.) Bhandari mô tả khoa học đầu tiên năm 1965.

## Hình ảnh

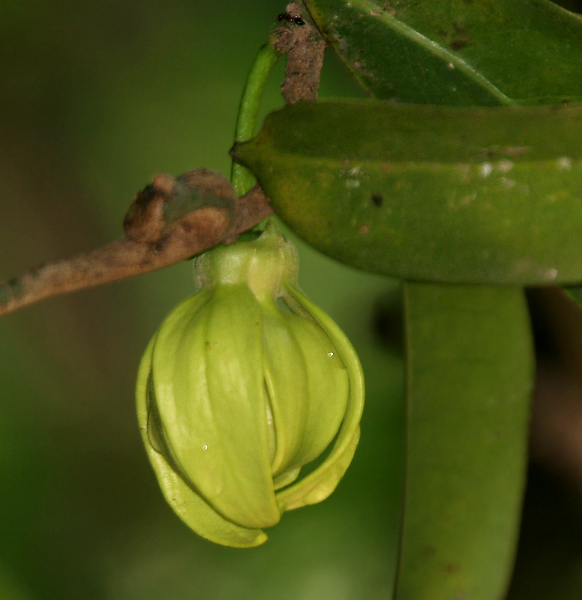
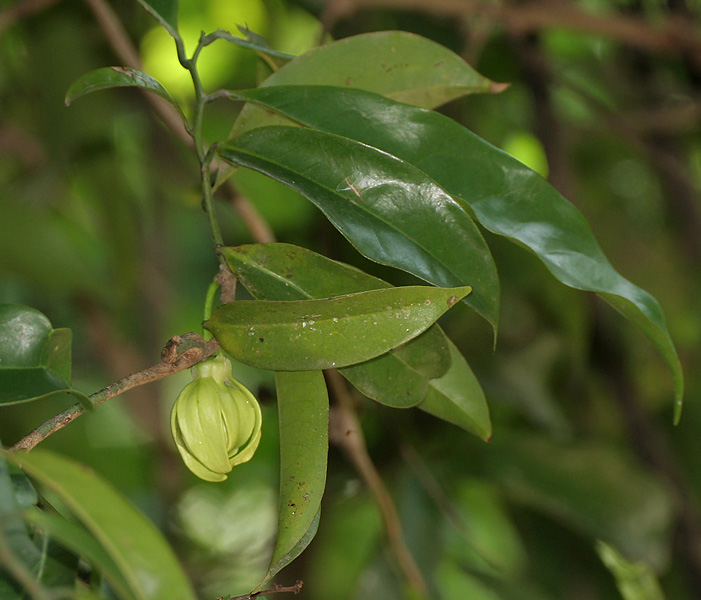
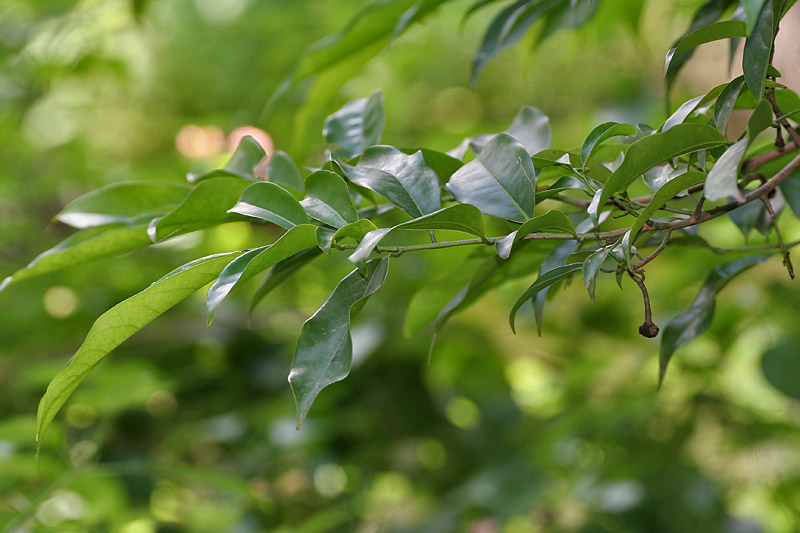
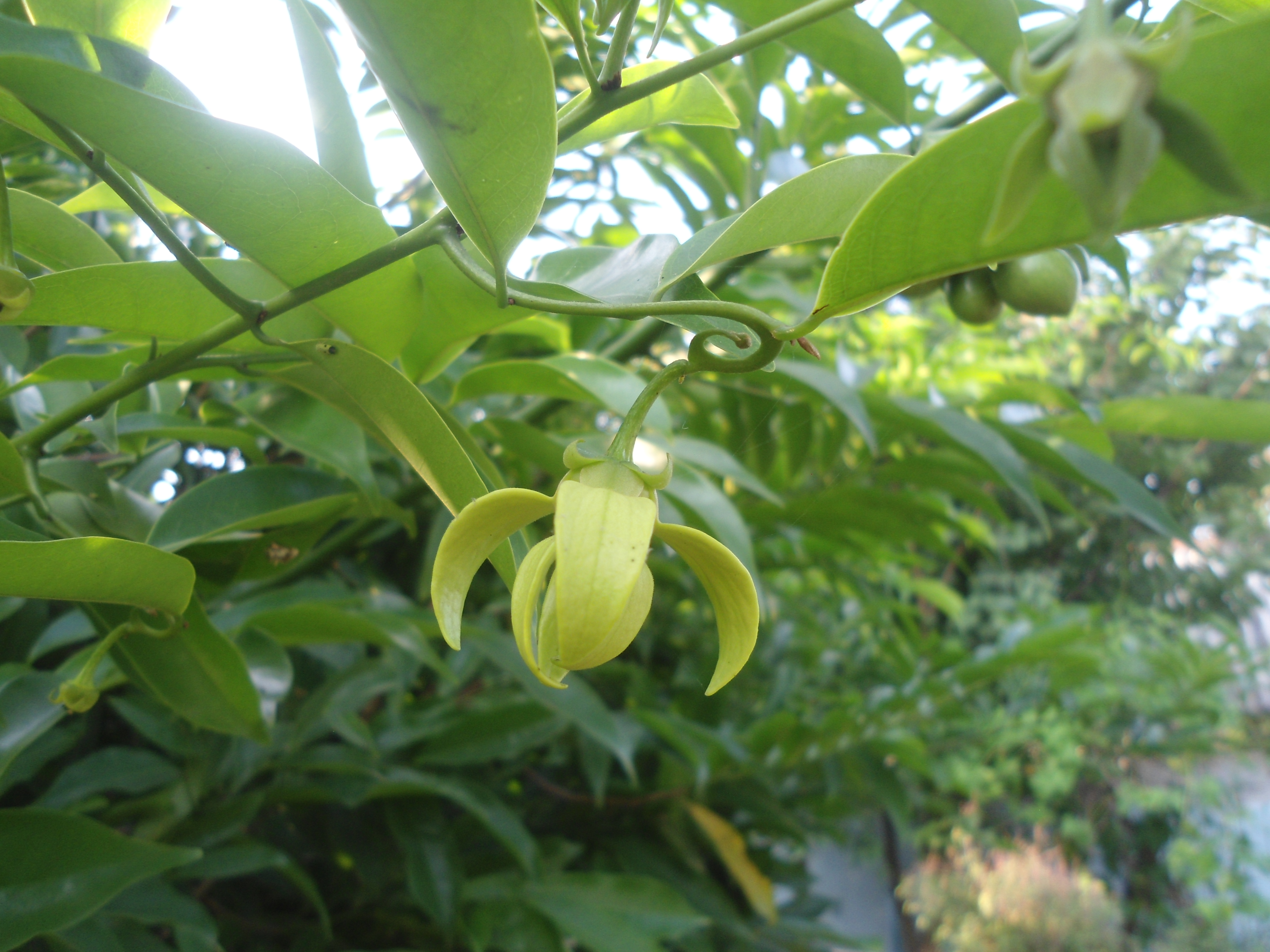